# Canton de Ducos
Le canton de Ducos est une ancienne division administrative française située dans le département et la région de la Martinique.

## Géographie
Le canton de Ducos correspondait à la seule commune de Ducos dans l'arrondissement du Marin.

## Histoire
À la suite des élections territoriales de décembre 2015 concernant la collectivité territoriale unique de Martinique, le conseil régional et le conseil général sont remplacés par l'assemblée de Martinique. De fait, les cantons disparaissent.

## Administration
| Période                                                 | Période          | Identité                   | Étiquette            | Qualité                                                   |
| ------------------------------------------------------- | ---------------- | -------------------------- | -------------------- | --------------------------------------------------------- |
| 1955                                                    | 1973             | Marc André                 | SFIO puis UDR        | Maire de Ducos (1954-1971)                                |
| 1973                                                    | 1995 (démission) | Maurice Louis-Joseph-Dogué | DVG puis PS puis PMS | Instituteur Député (1988-1993) Maire de Ducos (1971-1995) |
| 1996                                                    | 1998             | Lucien Cilla               | PS                   | Professeur de collège Maire de Ducos (1995-2001)          |
| 1998                                                    | décembre 2015    | Charles-André Mencé        | RDM                  | Fonctionnaire retraité Maire de Ducos depuis 2001         |
| Les données antérieures ne sont pas encore mentionnées. |                  |                            |                      |                                                           |

## Composition
Le canton de Ducos se composait uniquement de la commune de Ducos et comptait 17 039 habitants (population municipale) au 1er janvier 2012,.

## Démographie
| 1961 | 1967  | 1974  | 1982  | 1990   | 1999   | 2006   | 2009   | 2012   |
| ---- | ----- | ----- | ----- | ------ | ------ | ------ | ------ | ------ |
| -    | 7 083 | 6 930 | 9 409 | 12 401 | 15 240 | 15 977 | 16 714 | 17 039 |